# Го Сен Че, Уильям
Уильям Го Сен Че (кит. 吳成才, англ. William Goh Seng Chye; род. 25 июня 1957, Сингапур) — первый сингапурский кардинал. Коадъютор архиепархии Сингапура 29 декабря 2012 по 20 мая 2013. Архиепископ Сингапура с 20 мая 2013. Кардинал-священник с титулом церкви Санта-Мария-Реджина-Пачис-ин-Остия-маре с 27 августа 2022.

## Кардинал
29 мая 2022 года Папа Франциск объявил, что 21 прелат будут возведены в достоинство кардиналов на консистории от 27 августа 2022 года, среди которых было названо имя и архиепископа Уильяма Го Сен Че.
27 августа 2022 года состоялась консистория на которой Уильям Го Сен Че получил кардинальскую шапку, кардинальский перстень и титул церкви Санта-Мария-Реджина-Пачис-ин-Остия-маре.